# Pilosocereus royenii
Pilosocereus royenii är en kaktusväxtart som först beskrevs av Carl von Linné och fick sitt nu gällande namn av Ronald Stewart Byles och Gordon Douglas Rowley. 
Pilosocereus royenii ingår i släktet Pilosocereus och familjen kaktusväxter. Inga underarter finns listade i Catalogue of Life.

## Bildgalleri

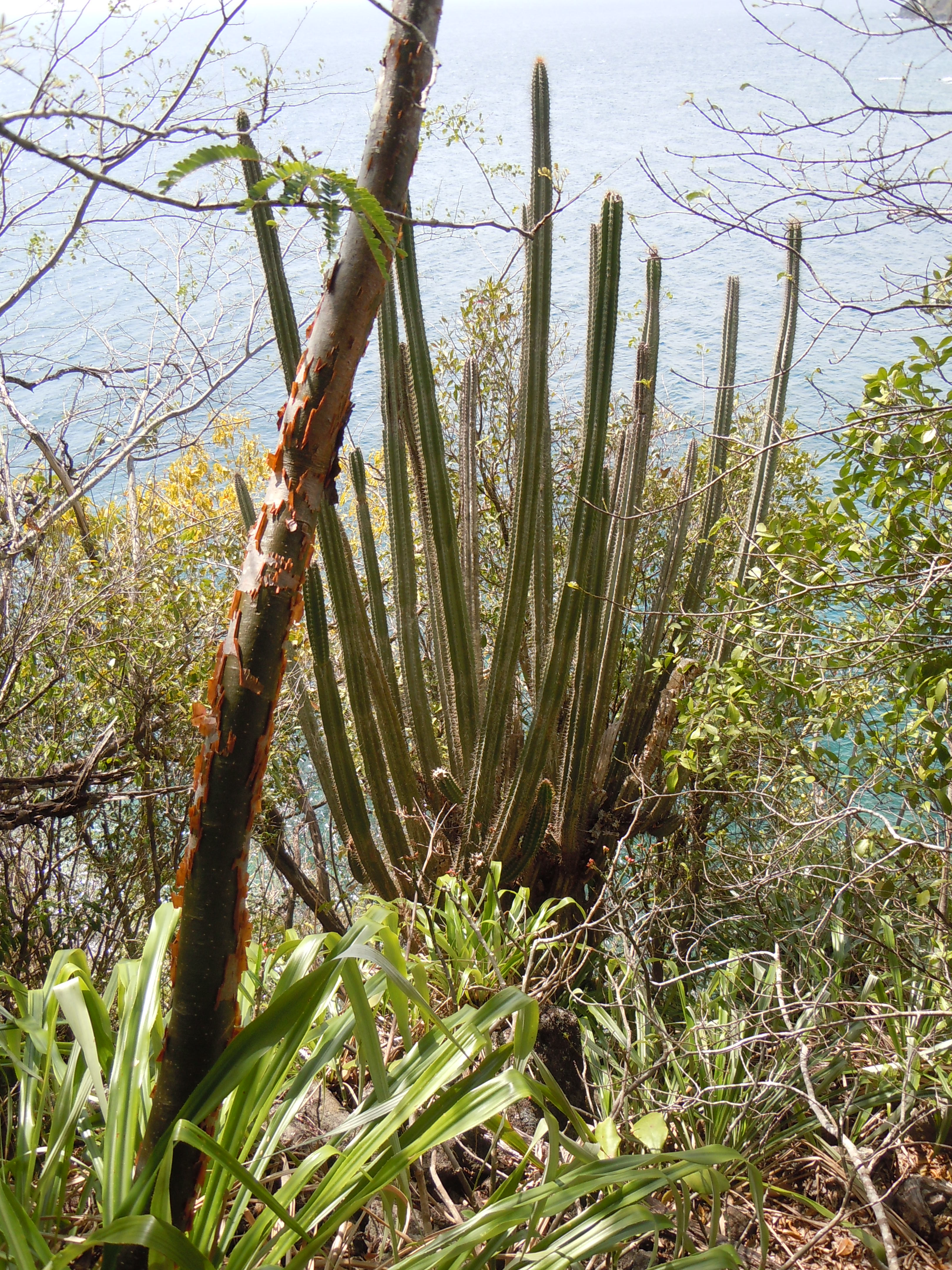
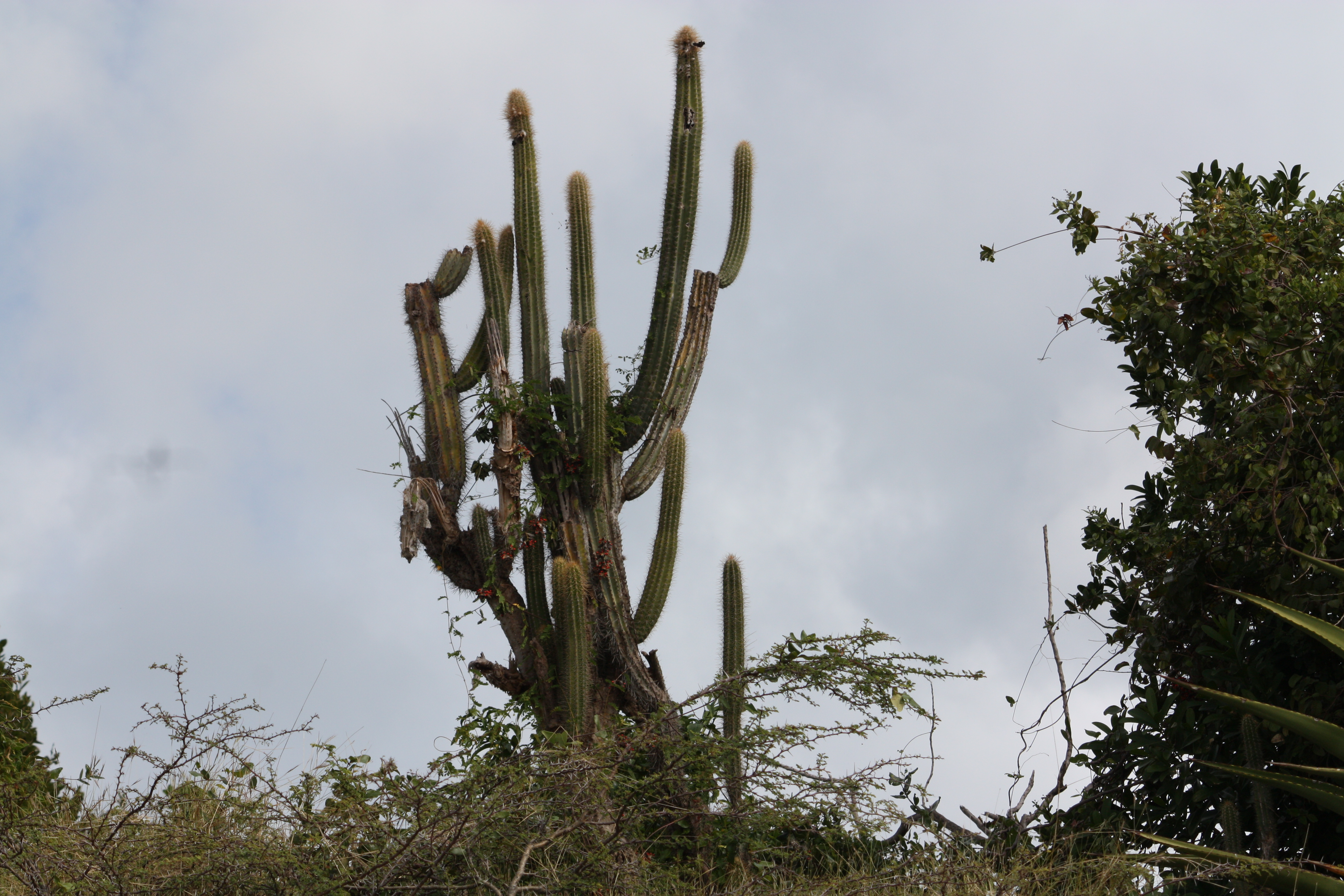
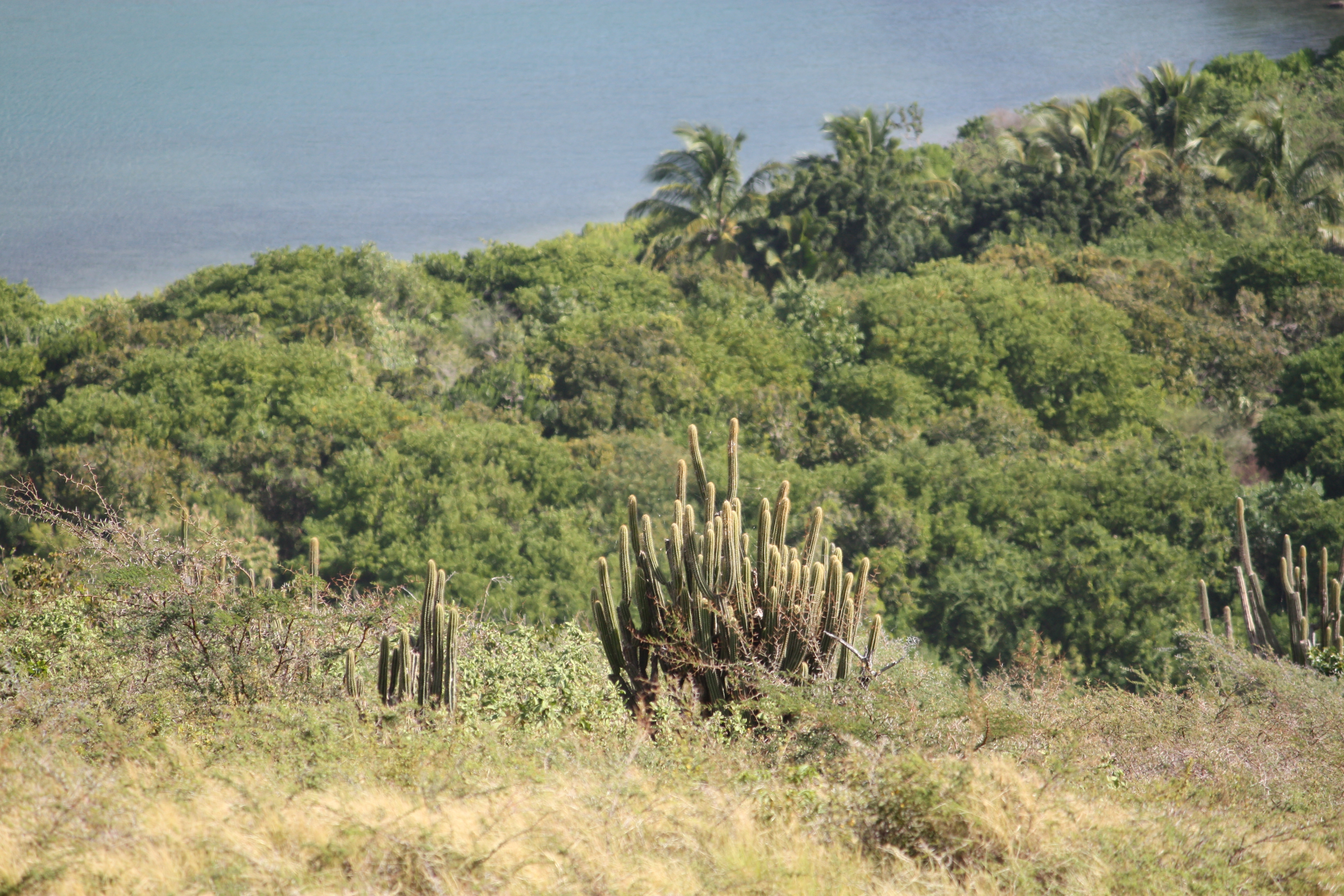
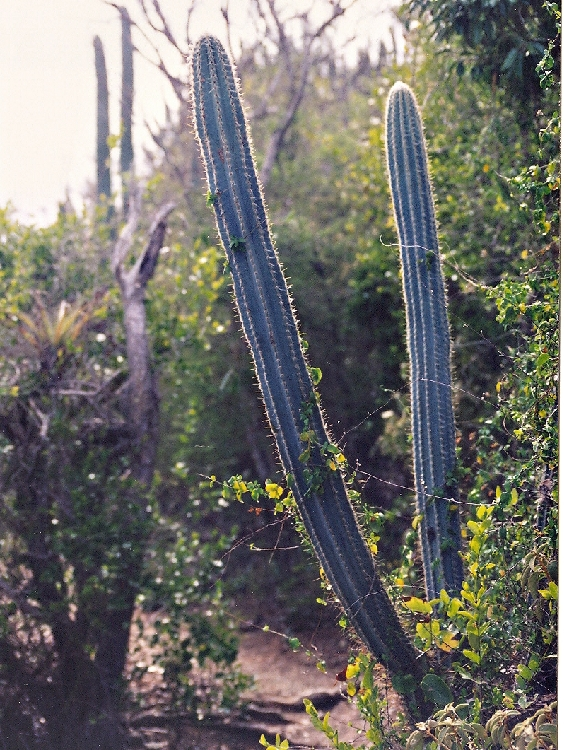
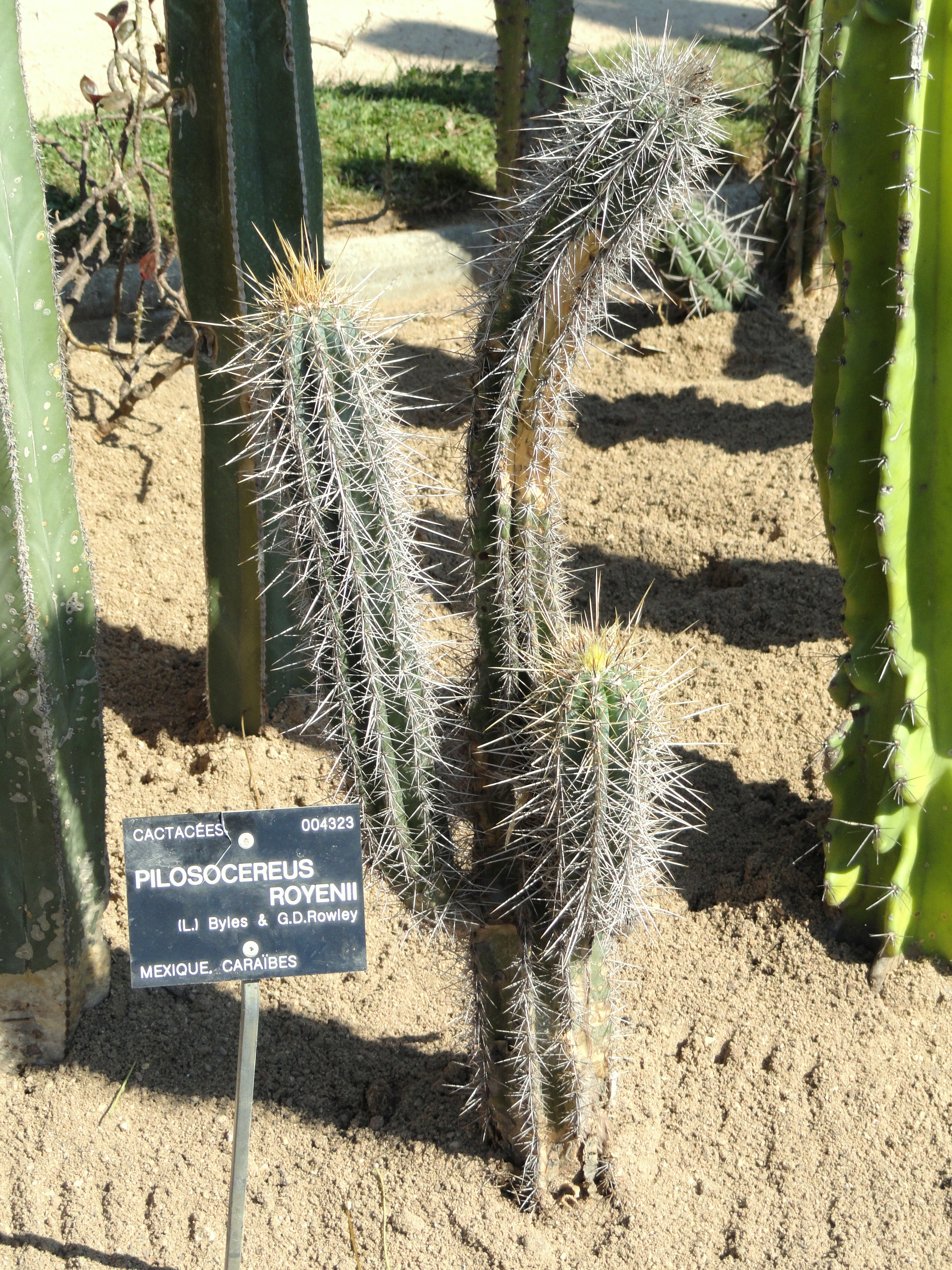